# 造幣さいたま博物館
造幣さいたま博物館（ぞうへいさいたまはくぶつかん）は、埼玉県さいたま市大宮区の造幣局さいたま支局にある博物館。
さいたま支局の開局と同じく2016年10月に開館した。
前身は東池袋にあった東京支局の展示施設であった造幣局東京支局博物館で、同館の展示物を引き継いでいる。プルーフ貨幣、通常貨幣、勲章の製造工程を見学することができる（平日のみ）。また、記念貨幣、貨幣セット、古銭、金属工芸品（オリンピック入賞メダル・国民栄誉賞盾など）が展示されている。

## 開館時間
9時〜16時30分（最終入館16時）
休館日：毎月第3水曜日、年末年始